# Antonio Gallenga
Antonio Carlo Napoleone Gallenga (né à Parme le 4 novembre 1810, mort à Llandogo (Pays de Galles) le 17 décembre 1895) est un écrivain et un patriote italien.

## Biographie
Antonio Callenga perd sa mère alors qu'il est jeune et il est éduqué par un oncle. Son père avait servi pendant dix ans dans l'armée française de Masséna et de Napoléon.
Il termine ses études à l'Université de Parme quand débute l'insurrection à Parme en 1831 auquel il adhère. Il quitte le duché de Parme et se rend à Marseille, où il adhère à la Giovine Italia de Giuseppe Mazzini qu'il côtoie, prenant le nom de bataille de Procida. Il est pressenti pour réaliser un attentat contre Charles-Albert de Sardaigne  qui ne sera pas exécuté.
Il voyage en Espagne et en Afrique et en août 1836 en qualité de précepteur des enfants d'un diplomate napolitain. La même année, il s'embarque pour New York où il passe trois ans  caractérisés par une intense activité littéraire. En 1839, il se rend à Londres, où il vit comme traducteur et professeur de langues et ses convictions mazziniennes lui ouvrent les salons londoniens. En 1848, il publie Italy Past and Present.
Il abandonne son idéal républicain et soutient la maison de Savoie et rentre en Italie où il collabore au journal Il Risorgimento. Le gouvernement lui confie une mission diplomatique de rapprochement avec l'Allemagne qui s'avère infructueuse et même à l'opposé de l'objectif visé ce qui lui vaut son rappel.
Il retourne en Angleterre où il devient professeur auprès du University College de Londres et où il mène une grande activité littéraire.
En 1854, grâce à l'influence de Cavour, il est élu député au parlement italien. Il conserve son siège jusqu'en 1864, passant l'été en Angleterre et l'hiver à Turin où il exerce ses fonctions parlementaires. Avec le déclenchement de la guerre austro-sarde de 1859, il se rend en Lombardie comme correspondant de guerre du The Times. La campagne est si brève que les combats se terminent avant son arrivée.
En 1855, il publie son œuvre majeure History of Piedmont (trois volumes traduits en italien en 1856) qui lui vaut la reconnaissance de la cour des Savoie.
Il travaille pour le The Times pendant vingt ans. Il couvre, aux États-Unis, la guerre de sécession, au Danemark, la guerre avec la Prusse. Puis on le retrouve en Espagne, à Cuba, en Amérique du Sud, dans l'Empire ottoman et en Russie. En 1884, Il est licencié du The Times en raison de propos jugés contraire aux intérêts du journal.
Il publie un premier roman Jeeny Jennet, peu apprécié, et collabore à La Nazione, écrivant une série d'articles sur l'Angleterre dont il fait son dernier recueil.
En 1890, il se retire définitivement à Llandogo dans le pays de Galles avec sa seconde femme, Ann Johnstone, d'origine irlandaise. Il y meurt en 1895.

## Œuvres
Ses œuvres sont publiées sous le pseudonyme de Luigi Mariotti :
- Italy Past and Present (1848)
- Historical Memoir of Frá Dolcino and his Times (1853)
- a History of Piedmont (3 volumes, 1855)
- The Invasion of Denmark (2 volumes, 1864)
- The Pearl of the Antilles [travels in Cuba] (1873)
- Italy Revisited (2 volumes, 1875)
- Two Years of the Eastern Question (2 volumes, 1877)
- The Pope [Pius IX] and the King [Victor Emmanuel] (2 volumes, 1879)
- South America (1880)
- A Summer Tour in Russia (1882)
- Iberian Reminiscences (2 volumes, 1883)
- Episodes of my Second Life (1884)
- Italy, Present and Future (2 volumes, 1887)

## Hommage
Une rue de Parme porte son nom.

## Sources et notes
- (en) Cet article est partiellement ou en totalité issu de l’article de Wikipédia en anglais intitulé « Antonio Carlo Napoleone Gallenga » (voir la liste des auteurs).
- « La rivolta e la scrittura. Vita inquieta di Antonio Gallenga », sur La Repubblica (consulté le 20 mai 2011)